# Raïon de Simferopol
Le raïon de Simféropol (en russe : Симферопольский район, en ukrainien : Сімферопольський район, en tatar de Crimée : Aqmescit rayonı) est une subdivision administrative de Crimée. Son centre administratif est la ville de Simferopol, bien que cette dernière et les villes alentour constituent une municipalité séparée.

## Patrimoine
La Grotte Rouge.

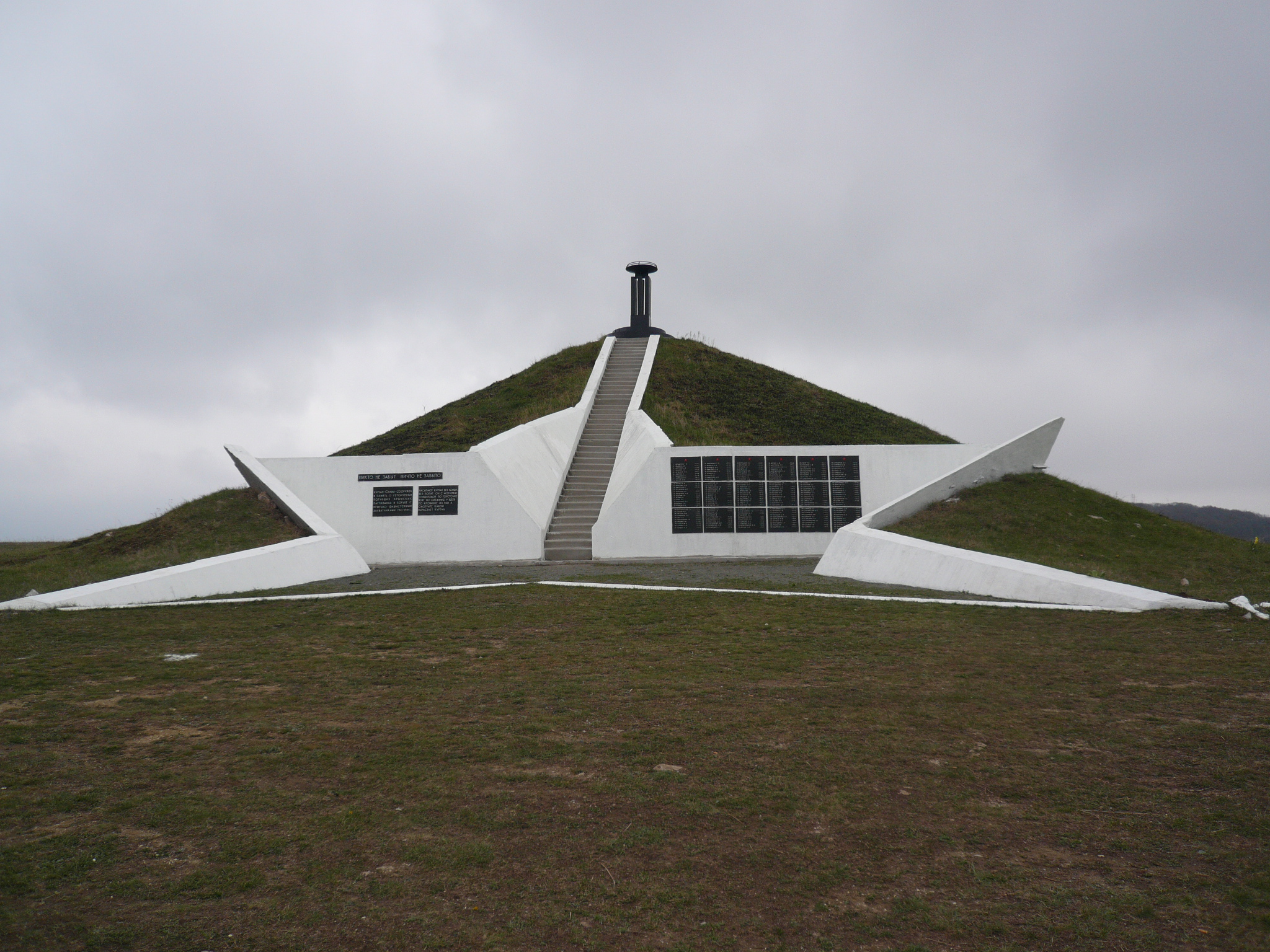
Colline de la Gloire,
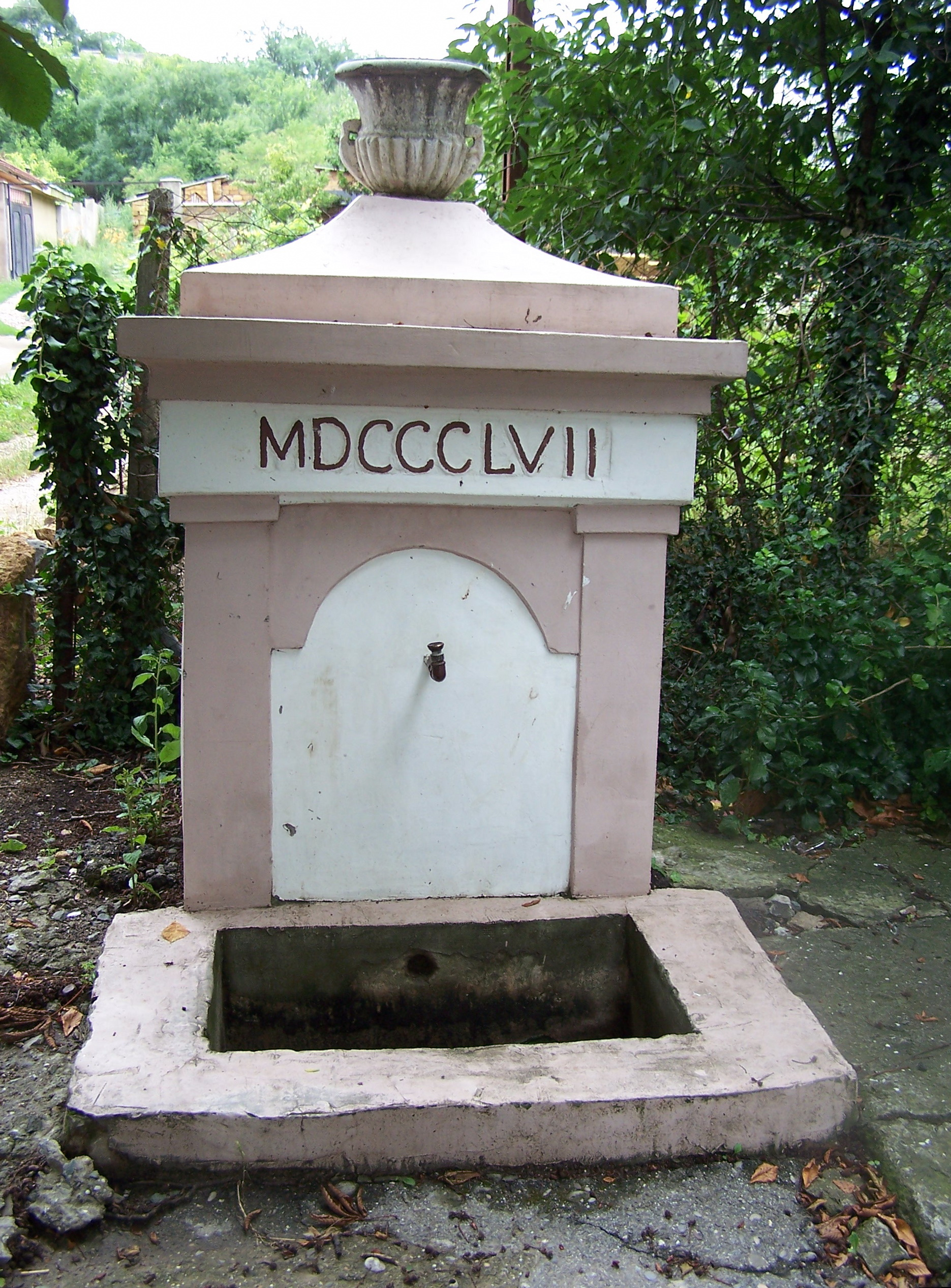
Manoir du gouverneur classé[1].
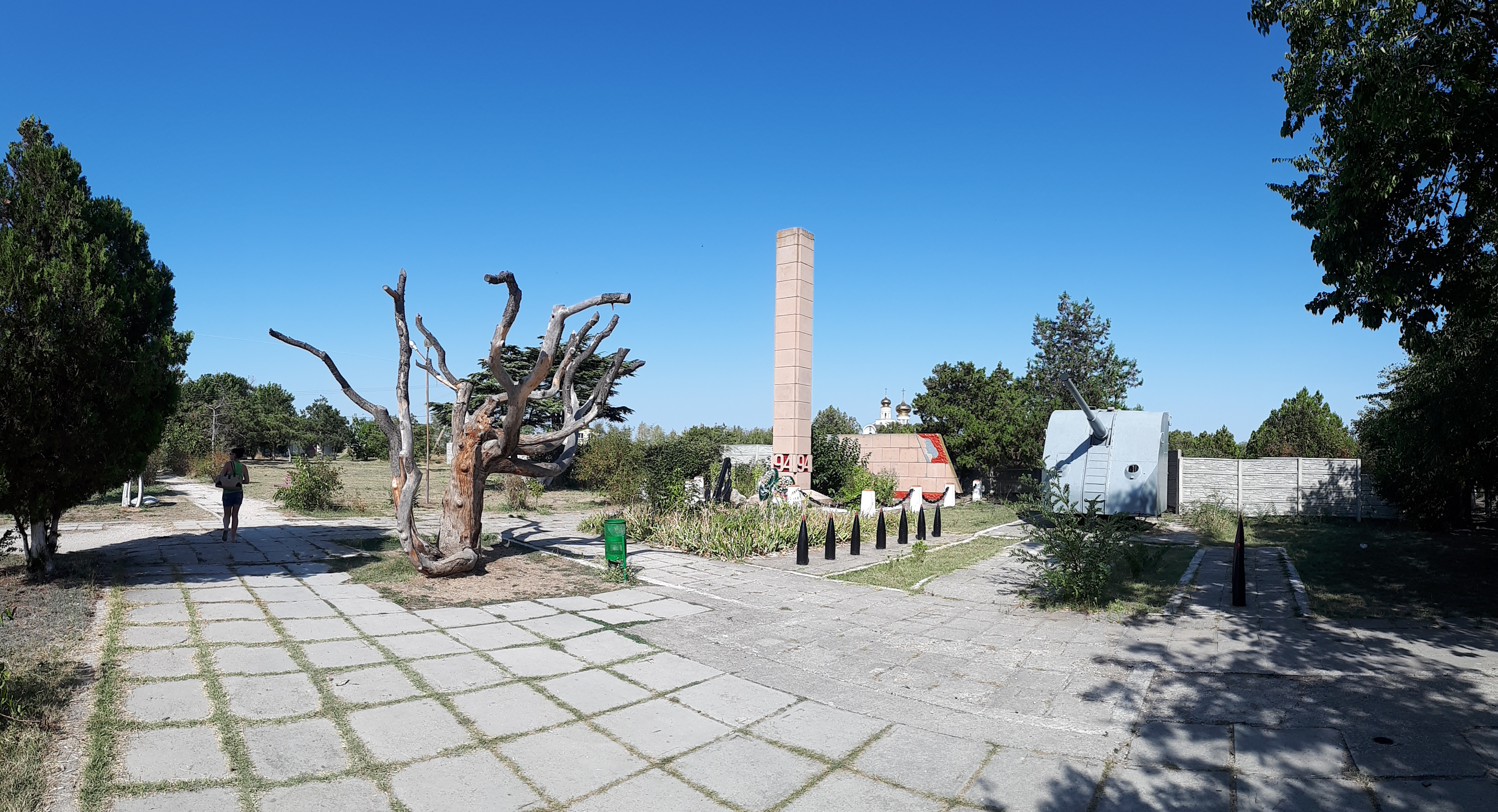
Mémorial batterie 54 classé[2].